# Yamqui Yupanqui
Yamqui Yupanqui est un personnage semi-légendaire de la civilisation inca. Il est mentionné principalement par le chroniqueur colonial Juan de Betanzos dans son résumé et narratif des incas. Il est le fils du souverain Pachacútec, et un important chef militaire.
Yamqui Yupanqui exerce une grande influence sur le souverain inca, et participe à la gestion de l’empire. Il dirige des expéditions militaires au nord des Andes centrales, dans la région du Chinchay Suyu. Dans la chronique de Betanzos, dédiée au règne de Pachacútec, il prend une place démesurée au sein de l’histoire impériale, remplaçant la figure d’Amaru Tupac, et dans une moindre mesure les figures de Tupac Yupanqui et de Capac Yupanqui.
La femme de Juan de Betanzos étant une noble inca descendante de Yamqui Yupanqui, le récit de Betanzos est censé prouver que le prince inca est le successeur légitime de Pachacutec,.
La cadre dans lequel il exerce son influence politique est incertain. Certains historiens pensent qu’il est un général de Pachacútec, tandis que d’autres estiment qu’il est un souverain (ou co-souverain) effacé postérieurement de la liste officielle (la capac cuna) des empereurs incas, comme les dirigeants de Cuzco Tarco Huamán et Inca Urco.

## Biographie
Yamqui Yupanqui est le fils du Sapa Inca IX, Pachacútec, et de sa femme principale, ou Qoya, Mama Anarwaki. Il naquit dans les premières années du règne de son père.
Il accompagne le souverain inca, ensemble avec ses frères Amaru Tupac et Apu Paucar Usnu, lors d’une campagne dans le Qulla Suyu, au sud de l’empire. Puis il participe à deux expéditions consécutives au nord du Cuzco, dirigées par son frère Tupac Yupanqui et son oncle Capac Yupanqui'. Cependant, la seconde expédition n'est pas mentionnée par Pedro Sarmiento de Gamboa, lequel se fonde sur le même récit inca de la vie de Pachacutec, qui passe directement au choix du successeur de l'empereur Pachacutec.
Selon Juan de Betanzos, Yamqui Yupanqui, qui co-règne déjà avec l’Inca suprême, est désigné successeur légitime au trône inca. Mais le prince héritier, étant trop âgé pour assumer le gouvernement, et son fils, également appelé Yamqui, étant trop jeune, recommande de nommer son frère, Tupac Yupanqui, héritier à la couronne. Pachacútec, vieillissant, accepte la proposition de Yamqui. Ce dernier garde une position importante dans l’administration impériale, déclarant sa loyauté envers Tupac Yupanqui, qui devient, à la mort de Pachacútec, le Sapa Inca X, et deuxième empereur historique. Le récit de Betanzos est biaisé en voulant prouver que Yamqui Yupanqui aurait été le choix initial de Pachacutec. Certains historiens estiment que Tupac Yupanqui est le petit-fils ou l’arrière-petit-fils de Pachacútec, notamment à cause de son jeune âge, mais cette hypothèse reste minoritaire. La vie de Tupac Yupanqui, depuis sa naissance jusqu'à sa prise de pouvoir, est absente dans le récit de Betanzos, lequel estime que la principale préoccupation de Pachacutec est l'arrivée au pouvoir de son petit-fils Huayna Capac, qui aurait été précédé par Tupac Yupanqui à cause de son jeune âge. 
Yamqui Yupanqui, qui co-règne, selon le chroniqueur colonial Pedro Cieza de León, avec le nouvel empereur, est chargé du gouvernement de Cuzco en l’absence de son frère, Tupac Yupanqui, dans le contexte d’une campagne militaire dans l’Anti Suyu. Durant cette campagne, les peuples des environs du lac Titicaca, dirigés par un soldat Qolla nommé Coaquiri, se révoltent contre l’empereur. La situation est aggravée par la mort soudaine de Yamqui Yupanqui.

## Historicité
Son existence est admise par les autres chroniqueurs de l’époque coloniale, qui ne lui accorde cependant pas une grande importance, et les origines de la confusion sont incertaines. Comme l’Inca Yupanqui mentionné dans la chronique de l’Inca Garcilaso de la Vega, le Yamqui Yupanqui de Betanzos représente une incompréhension du système de succession incaïque (basé sur la co-souveraineté), et de la figure d’Amaru Tupac Inca,’. Cependant l’existence du personnage de Yamqui Yupanqui dans le cadre des institutions diarchiques incas est plausible. Selon l’ethno-historienne et archéologue María Rostworowski, il a possiblement été un double, c’est-à-dire co-gouvernant ou « yanapac », régnant sur la région amazonienne de l’Anti Suyu, de l’empereur Pachacútec, vers la fin du règne de ce dernier. À la mort de l’empereur, son âge avancé le rendant inapte à régner, il aurait donc confirmé le successeur désigné Tupac Yupanqui comme héritier au trône, et ainsi renoncé à un coup d’État. Une pétition de 1569 des membres du lignage Capac Ayllu de Tupac Yupanqui, qui mentionne les deux pleins frères de Tupac comme membres du lignage, ne mentionne pas Yamqui Yupanqui. Les pleins frères du souverain faisant partie de son lignage, et non du lignage du père, cette information indiquerait que Betanzos invente la parenté de Yamqui. D'après Catherine Julien, il est possible que Juan de Betanzos essaie d'associer sa femme au lignage Capac ayllu à cause de sa réputation de pureté, afin qu'elle puisse réclamer une dose élevée de statut dit « capac », un statut réservé aux descendants royaux de Manco Capac qui seraient liés au soleil. Pour elle, que l'histoire soit une « invention totale ou non », l'importance accordée à Yamqui Yupanqui et son fils homonyme est « décidément une déformation », qui « reflète une conscience [du chroniqueur] de comment le statut capac était transmis ». Susan Niles estime en 1999 que Betanzos met Yamqui Yupanqui à la place d'Amaru Tupac Inca, profitant de la faiblesse du lignage capac ayllu, massacré lors de la guerre de succession inca par Atahualpa.
Robert Barker, en considérant les multiples réécritures dont l’histoire inca a fait l’objet, et se basant sur l’existence potentielle d’un panaca (lignage) d’Amaru Tupac, estime que Pachacútec abdique du trône, et choisi comme son successeur Amaru Tupac, lequel meurt soudainement (selon l’historien Mariano Babtista Gumucio, qui soutient une thèse similaire, l’empereur est rapidement renversé à cause de son manque de capacités militaires). Le pouvoir revient à Yamqui Yupanqui, lequel, trop âgé pour régner, et son fils manquant les capacités administratifs et militaires nécessaires, passe la couronne à son neveu, Tupac Inca Yupanqui.